# Nyoma duffyi
Nyoma duffyi là một loài bọ cánh cứng trong họ Cerambycidae.